# Chantal Chaudé de Silans
Chantal Chaudé de Silans (9. března 1919, Versailles - 5. května 2001, Grasse, Grasse) byla francouzská šachistka a průkopnice ženského šachu. Šachy se naučila v devíti letech spolu se svým bratrem baronem de Silans, který později vyrostl v silného amatéra. V roce 1939 se vdala za Bernarda Chaudé a odjela s ním do Maroka. Do Francie se vrátili v roce 1942 a brzo se připojili ke hnutí odporu. Vychovala čtyři děti. V roce 1970, krátce po demisi Jeanne Le Bey-Taillis, se stala prezidentkou pařížského šachového klubu Caïssa, který vedla dobrovolně déle než třicet let. Za tu dobu se v klubu objevila řada mladých talentů, ze kterých později vyrostli silní velmistři: Olivier Renet, Eloi Relange, Manuel Apicella, Igor Nataf a Joël Lautier.

## Tituly
Titul mezinárodní mistryně obdržela při jeho zavedení v roce 1950, později byla oceněna čestným titulem mezinárodní velmistryně.

## Soutěže jednotlivkyň

### Mistrovství Francie
V roce 1932, ve třinácti letech, se zúčastnila prvního francouzského ženského šampionátu. V sedmnácti letech, v roce 1937, v šampionátu zvítězila.
Po 2. světové válce se nepořádala Mistrovství Francie v šachu speciálně pro ženy a tak startovala na otevřeném mistrovství Francie společně s muži jako vůbec první žena. V roce 1947 skončila sedmá. Dělené třetí místo, které obsadila v roce 1951 ve Vichy, je dodnes nejlepším výsledkem, kterého dosáhla žena v Mistrovství Francie v šachu.

### Mistrovství světa
Na přelomu let 1949 a 1950 reprezentovala Francii na turnaji v Moskvě, který určil novou mistryni světa žen po tragicky zemřelé Věře Menčíkové. V první části turnaje se držela na čele startovního pole, ale v závěru odpadla dílem únavou a dílem proto, že nestačila na sovětské šachistky. Skončila na děleném pátém místě ze šestnácti účastnic. V turnaji zvítězila Ljudmila Ruděnková a sovětské hráčky obsadily prvá čtyři místa.
Ještě třikrát se zúčastnila turnajů kandidátek mistrovství světa, v letech 1952 a 1955 v Moskvě a znovu v roce 1961 ve Vrnjačka Banji), to však již končila v polovině startovního pole (na 8., děleném 10. a děleném 12. místě).
| Rok       | Turnaj                                               | Místo          | Body | Partie | Výhry | Remízy | Prohry | Pořadí | Počet účastnic |
| --------- | ---------------------------------------------------- | -------------- | ---- | ------ | ----- | ------ | ------ | ------ | -------------- |
| 1949-1950 | 8. mistrovství světa v šachu žen                     | Moskva         | 9,5  | 15     | 8     | 4      | 3      | 5.-7.  | 16             |
| 1952      | Turnaj kandidátek Mistrovství světa v šachu žen 1952 | Moskva         | 8,0  | 15     | 6     | 4      | 5      | 9.     | 16             |
| 1955      | Turnaj kandidátek Mistrovství světa v šachu žen 1955 | Moskva         | 9,5  | 19     | 6     | 7      | 6      | 12.    | 20             |
| 1961      | Turnaj kandidátek Mistrovství světa v šachu žen 1961 | Vrnjačka Banja | 6,0  | 16     | 2     | 8      | 6      | 12.    | 17             |

## Soutěže družstev
Francii reprezentovala na 9. šachové olympiádě v Dubrovníku v roce 1950 a stala se první ženou, která se kdy zúčastnila této soutěže, pokud nepočítáme účast Hollowayové na 1. neoficiální olympiádě v roce 1924. V roce 1957 pak Francii reprezentovala i na 1. šachové olympiádě žen

### Otevřené šachové olympiády
Na otevřené šachové olympiádě v Dubrovníku odehrála 6 partií a získala v nich 1,5 bodu při jedné výhře.
| Rok  | Olympiáda | Místo     | Deska | ELO | Počet bodů | Odehráno partií | pořadí na šachovnici | pořadí družstvo |
| ---- | --------- | --------- | ----- | --- | ---------- | --------------- | -------------------- | --------------- |
| 1950 | 9.        | Dubrovník | 5.    | x   | 1,5        | 6               | x                    | 9.              |

### Šachové olympiády žen
Na šachové olympiádě žen v Emmenu odehrála 11 partií a získala v nich 6,5 bodu při pěti výhrách.
| Rok  | Olympiáda | Místo | Deska | ELO | Počet bodů | Odehráno partií | pořadí na šachovnici | pořadí družstvo |
| ---- | --------- | ----- | ----- | --- | ---------- | --------------- | -------------------- | --------------- |
| 1957 | 1. (ž)    | Emmen | 1.    | x   | 6,5        | 11              | 8.                   | 16.             |

## Partie
Následující partie byla sehrána v nerozhodném zápase v roce 1951 s Henri Grobem v Curychu a dobře dokumentuje agresivní styl, kterým hrála.
1.f4 d5 2.Jf3 Jf6 3.e3 e6 4.b3 c5 5.Sb2 Jc6 6.Sb5 Sd7 7.O-O Se7 8.d3 O-O 9.Jbd2 a6 10.Sxc6 Sxc6 11.De2 b5 12.Kh1 Vc8 13.g4 d4 14.e4 Jxg4 15.Jxd4 cxd4 16.Dxg4 f5 17.De2 Sb4 18.Vae1 Sb7 19.Dd1 fxe4 20.dxe4 e5 21.f5 Dg5 22.Vf2 Vxf5 23.Vg2 Dh6 24.exf5 Sxd2 25.Vxe5 Sf4 0-1